# Friendswood
Friendswood è un centro abitato degli Stati Uniti d'America situato nella contea di Galveston e nella contea di Harris dello Stato del Texas.

## Storia
Friendswood, situata nell'angolo nord-occidentale della contea di Galveston, ha la particolarità di essere l'unica città permanente in Texas che ha iniziato come colonia quacchera. Fu fondato nel 1895 da un gruppo di quaccheri guidati da T. Hadley Lewis e Frank J. Marrone. Stavano cercando una "terra promessa" per avviare una colonia di persone che appartenevano alla denominazione religiosa chiamata Amici o Quaccheri.
Fin dalla sua fondazione, la vita a Friendswood ruotava attorno alla chiesa e alla scuola. Dopo che la piccola chiesa e l'edificio scolastico furono demoliti nella tempesta del 1900, le due dozzine di famiglie che vivevano a Friendswood erissero una grande struttura a due piani per la loro chiesa e scuola. L'edificio, chiamato The Academy, ospitava la scuola e il santuario fino a quando un edificio in pietra più grande non lo sostituì.
Durante gli anni '40, Friendswood era prevalentemente una piccola comunità quacchera agricola remota con meno di 500 cittadini. L'economia dipendeva in gran parte dalla coltivazione e dalla conservazione dei fichi di magnolia. Dopo il 1950, divenne sempre più una comunità suburbana di camere da letto, quando gli abitanti di Houston scoprirono l'idilliaco ambiente di campagna, i terreni agricoli furono convertiti in siti di case di suddivisione. La comunità divenne una città quando fu incorporata nel 1960.

## Geografia fisica
Friendswood è situata a 29°30′45″N 95°11′53″W (29.512532, -95.197933).
Secondo lo United States Census Bureau, ha un'area totale di 20,9 miglia quadrate (54,1 km²), di cui 20,7 miglia quadrate (53,7 km²) di terreno e 0,15 miglia quadrate (0,4 km²), o 0,69%, d'acqua.

## Società

### Evoluzione demografica
Secondo il censimento del 2000, c'erano 29.037 persone, 10.107 nuclei familiari e 8.085 famiglie residenti nella città. La densità di popolazione era di 1.381,2 persone per miglio quadrato (533,4/km²). C'erano 10.405 unità abitative a una densità media di 495,0 per miglio quadrato (191,1/km²). La composizione etnica della città era formata dal 90,09% di bianchi, il 2,70% di afroamericani, lo 0,40% di nativi americani, il 2,39% di asiatici, lo 0,01% di isolani del Pacifico, il 2,79% di altre razze, e l'1,63% di due o più etnie. Ispanici o latinos di qualunque razza erano l'8,79% della popolazione.
C'erano 10.107 nuclei familiari di cui il 43,7% aveva figli di età inferiore ai 18 anni, il 68,5% erano coppie sposate conviventi, l'8,7% aveva un capofamiglia femmina senza marito, e il 20,0% erano non-famiglie. Il 17,0% di tutti i nuclei familiari erano individuali e il 6,3% aveva componenti con un'età di 65 anni o più che vivevano da soli. Il numero di componenti medio di un nucleo familiare era di 2,85 e quello di una famiglia era di 3,23.
La popolazione era composta dal 30,0% di persone sotto i 18 anni, il 6,2% di persone dai 18 ai 24 anni, il 29,4% di persone dai 25 ai 44 anni, il 25,7% di persone dai 45 ai 64 anni, e l'8,6% di persone di 65 anni o più. L'età media era di 37 anni. Per ogni 100 femmine c'erano 93,7 maschi. Per ogni 100 femmine dai 18 anni in giù, c'erano 90,4 maschi.
Nel 2010, the mean income for a household era 115.439 dollari e the mean income per una famiglia era di 128.898 dollari. I maschi avevano un reddito medio di 67.084 dollari contro i 35.447 dollari delle femmine. Il reddito pro capite era di 39.515 dollari. Circa il 2,3% delle famiglie e il 3,3% della popolazione erano sotto la soglia di povertà, incluso il 3,4% di persone sotto i 18 anni e il 3,8% di persone di 65 anni o più.